# Bojan Savnik
Bojan Savnik, slovenski kanuist, * 24. oktober 1914, Gorica, † maj 1984, Postojna.
Savnik je za Kraljevino Jugoslavijo nastopil na Poletnih olimpijskih igrah 1936 v Berlinu, kjer je v kanuju dvojcu na mirnih vodah na 10 km osvojil 11. mesto skupaj z Metodom Gabrščkom.